# فروزولونه
فروزولونه (به ایتالیایی: Frosolone) یک کومونه در ایتالیا است که در استان ایسرنیا واقع شده‌است.

## خصوصیات
فروزولونه ۴۹٫۶ کیلومترمربع مساحت و ۳٬۳۳۰ نفر جمعیت دارد.